# Vortex Col
Vortex Col är ett bergspass i Antarktis. Det ligger i Östantarktis. Nya Zeeland gör anspråk på området. Vortex Col ligger 1 981 meter över havet.
Terrängen runt Vortex Col är varierad. Trakten är obefolkad. Det finns inga samhällen i närheten. 